# Которів
Которів (пол. Kotorów, Которув) — село в Польщі, у гміні Вербковичі Грубешівського повіту Люблінського воєводства. Населення — 233 особи (2011).

## Історія

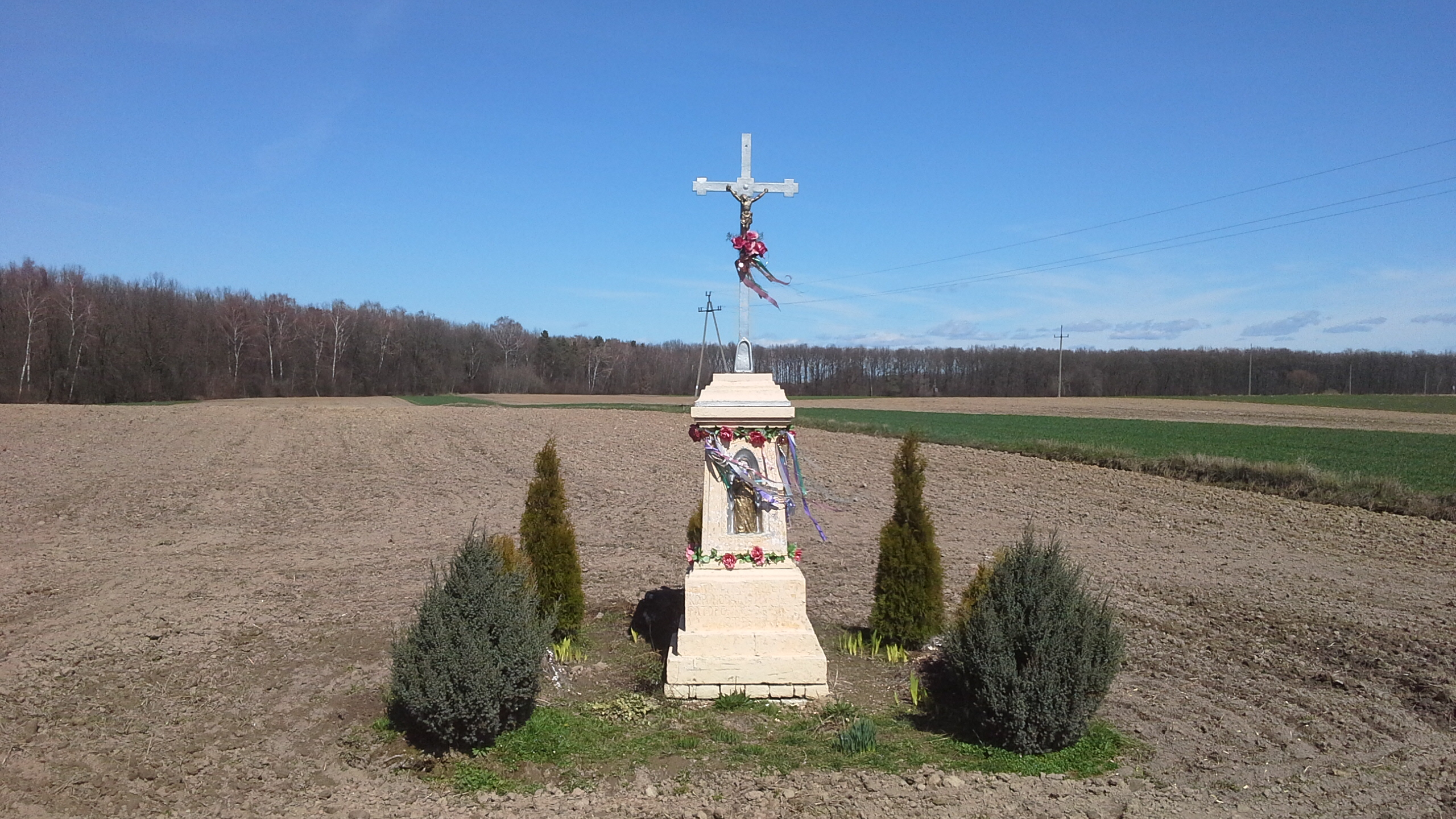
Колишній православний придорожній хрест

У 1827 році в селі налічувалося 16 дворів і 110 мешканців.
У часи входження до складу Російської імперії належало до гміни Вербковичі Грубешівського повіту Люблінської губернії. За даними етнографічної експедиції 1869—1870 років під керівництвом Павла Чубинського, у селі проживали греко-католики, які розмовляли українською мовою.
26-30 червня 1947 року під час операції «Вісла» польська армія виселила зі села на приєднані до Польщі північно-західні терени 2 українців. У селі залишилося 400 поляків.
У 1975—1998 роках село належало до Замойського воєводства.

## Населення
Демографічна структура станом на 31 березня 2011 року:
|          | Загалом | Допрацездатний вік | Працездатний вік | Постпрацездатний вік |
| -------- | ------- | ------------------ | ---------------- | -------------------- |
| Чоловіки | 120     | 33                 | 77               | 10                   |
| Жінки    | 113     | 27                 | 67               | 19                   |
| Разом    | 233     | 60                 | 144              | 29                   |